# آنتوان گونه
آنتوان گونه (انگلیسی: Antoine Gounet؛ زادهٔ ۱۶ اکتبر ۱۹۸۸) بازیکن فوتبال اهل فرانسه است.
از باشگاه‌هایی که در آن بازی کرده‌است می‌توان به باشگاه فوتبال برنتفورد اشاره کرد.